# Velocity (videojuego)
Velocity es un videojuego matamarcianos desarrollado por FuturLab para PlayStation 3, PlayStation Portable y PlayStation Vita como PlayStation Mini. Una secuela, Velocity 2X, fue lanzada el 2 de septiembre de 2014 para PlayStation 4 y PlayStation Vita, y el 19 de agosto de 2015 para Steam y Xbox One.

## Jugabilidad
La jugabilidad de Velocity involucra navegar por el espacio con el Quarp Jet – una nave espacial con la habilidad de la teletransportación – esquivando y derrotando enemigos usando bombas que pueden ser lanzadas en puntos cardinales. El objetivo principal del juego es rescatar naves varadas. El juego añade profundidad introduciendo nuevas capacidades y obstáculos. Las naves varadas están protegidas por escudos que deberán ser desactivados pulsando interruptores en un orden específico. La nave del jugador tiene la capacidad de lanzar bombas. El juego permite al jugador teletransportar su nave a cualquier lugar. Esto también permite al jugador crear puntos a los que podrá regresar en cualquier momento. Estos puntos añaden un elemento de puzle al juego, ya que el jugador deberá regresar para activar los interruptores en el orden correcto.

## Trama
Velocity está ambientado en el año 2212. La estrella Vilio ha entrado a un agujero negro, dejando sin energía a las naves espaciales mineras cercanas, los cruceros de colonias y las naves de las fuerzas especiales. Solo el Quarp Jet es capaz de ejecutar una operación de rescate, ya que posee el poder de la teletransportación. Desafortunadamente, la misión se complica aún más por la invasión de una raza vecina. Por otra parte, las naves solo pueden ser rescatadas después de desactivar sus escudos. Estos escudos solo pueden desactivarse por medio de disyuntores. Los disyuntores se encuentran esparcidos y deben ser desactivados en el orden correcto. En Velocity, el jugador asume el papel del Quarp Jet. Deberá encontrar la estación, desactivar sus escudos y rescatar a las naves varadas. Al mismo tiempo, deberán batallar contra la raza invasora, los Zetachron.

## Desarrollo
Velocity fue desarrollado por FuturLab, un estudio con sede en Brighton. La idea de Velocity vino de una melodía musical compuesta por uno de los creadores del juego, James Marsden. La melodía es destacada en los niveles de urgencia crítica del juego. El juego empezó su desarrollo en junio de 2010. En agosto de 2011, las principales funciones y mecánicas del juego fueron finalizadas. Ese mismo mes, FuturLab firmó un acuerdo con PlayStation Plus que resultó esencial para la finalización del juego. Velocity fue hecho principalmente por sus creadores: James Marsden, Robin Jubber y Kirsty Rigden. Además, los creadores también trabajaron con dieciséis empleados freelance, cuyo trabajo en el juego oscilaba entre unos pocos días y varios meses.

## Velocity Ultra
Velocity Ultra es un remake de Velocity en alta definición para la PlayStation Vita y fue lanzado el 15 de mayo de 2013. El remake incluye numerosas funciones nuevas y mejoras, y los gráficos de Velocity Ultra se rehicieron completamente para acomodarse a la resolución de alta definición de la Vita. El estilo de arte fue reelaborado para que fuera más consistente y coincidiera mejor con los gráficos mejorados. Por otra parte, el remake incluye soporte para los trofeos de PlayStation Network. Asimismo, Velocity Ultra incluye tablas de clasificación; tablas globales y una separada para los amigos de PlayStation Network. Además, la interfaz de usuario del juego ha sido rediseñada para admitir controles táctiles además de los botones del dispositivo. La teletransportación se puede realizar simplemente tocando la pantalla, y las bombas han sido asignadas a la palanca analógica derecha. El juego también está disponible para PlayStation 3 y Steam.

## Recepción
Velocity ha obtenido reseñas positivas. Rich Stanton de Eurogamer calificó al juego con un 8/10 diciendo que «Velocity se ve como un recuerdo del pasado pero no se juega como uno; es una especie de triunfo de la sustancia sobre el estilo. Eso suena como algo bueno, y lo es, pero un poco más de lo último no habría molestado». IGN añadió que «no es el modesto precio lo que hace que ames a Velocity, sino las ideas – la creatividad casual y confiada y el creciente alcance de sus niveles». GameSpot le dio a Velocity un 7/10 señalando que «las partes iniciales del juego son repetitivas».

## Secuela
La secuela, titulada Velocity 2X, fue desarrollado por FuturLab, distribuido por Sierra Entertainment y lanzado en septiembre de 2014 para PlayStation 4 y PlayStation Vita, y después fue porteado a Microsoft Windows y Xbox One.